# Fondation pour les échanges entre la Chine et les États-Unis
La Fondation pour les échanges entre la Chine et les États-Unis (CUSEF) est une organisation à but non lucratif basée à Hong Kong dont l'objectif déclaré est d'encourager le dialogue et les échanges entre les peuples des États-Unis et de la Chine. La CUSEF a été fondée en 2008 par Tung Chee-hwa, un milliardaire, ancien chef de l'exécutif de Hong Kong et vice-président de la Conférence consultative politique du peuple chinois, qui reste le président de la fondation. La CUSEF fait des dons à des universités et à des groupes de réflexion aux États-Unis, tout en parrainant des voyages de journalistes, d'étudiants et d'anciens fonctionnaires et hommes politiques américains en Chine pour s'entretenir avec des responsables. Les critiques affirment que la CUSEF est un élément central de la stratégie de front uni du Parti communiste chinois pour influencer les États-Unis,,.

## Histoire
Selon les documents déposés en vertu de la loi sur l'enregistrement des agents étrangers - Foreign Agents Registration Act, la CUSEF est classée comme un « commettant étranger » qui a engagé depuis 2009 des sociétés de lobbying et de relations publiques telles que Brown Lloyd James, Fontheim International, Covington & Burling, Capitol Counsel LLC, Podesta Group et Wilson Global Communications pour élaborer et promouvoir des messages en faveur de Pékin,.

## Initiative Sanya
Depuis 2008, la CUSEF s'est associée à la Association chinoise pour les contacts amicaux internationaux et à l'Institut est-ouest pour organiser des forums, baptisés Initiative américano-chinoise de Sanya, entre des officiers retraités de l'Armée populaire de libération (APL) et des militaires américains à la retraite,,. Ces forums auraient tenté d'influencer les officiers retraités de l'armée américaine pour qu'ils fassent pression contre les ventes d'armes américaines à Taïwan et pour retarder un rapport du Pentagone sur les capacités de l'APL,.

## Financement universitaire
La CUSEF finance l'Initiative communautaire du Pacifique à la Paul H. Nitze School of Advanced International Studies (SAIS) de l'université Johns-Hopkins,.
En 2018, l'université du Texas à Austin a refusé un don de la CUSEF après qu'une lettre du sénateur Ted Cruz a soulevé des inquiétudes quant aux liens signalés de la fondation avec le Parti communiste chinois,,.

## Subventions de la Fondation
En 2021, la CUSEF a accordé une subvention de 5 millions de dollars à la Fondation George H.W. Bush pour les relations américano-chinoises. La CUSEF fournit également des fonds à la Fondation Carter.